# Oerbos Badínsky
Het Oerbos Badínsky of Nationaal Natuurreservaat Oerbos Badínsky (Slowaaks: Národná prírodná rezervácia «Badínsky prales») is gelegen in het district Banská Bystrica in het centrale deel van Slowakije. Al vroeg begreep men dat het Oerbos Badínsky beschermd moest worden vanwege zijn oerboskarakter. Toen het gebied nog tot het Hongaarse koninkrijk behoorde, in 1913, werd het gebied daarom als natuurreservaat ingericht. Vandaag de dag behoort het Oerbos Badínsky tot de best bekende oerbossen van Slowakije. Het gebied is ook opgenomen in het Natura 2000-netwerk en valt sinds april 2004 onder de Habitatrichtlijn van de Europese Unie.

## Algemene informatie
Het Oerbos Badínsky ligt in het westen van de Karpaten en heeft een gemiddelde jaartemperatuur van 5,5 à 6°C en een gemiddelde hoeveelheid neerslag per jaar tussen de 850 en 900 mm. Het gebied varieert qua hoogte tussen de 620 en 1.025 meter, waarbij de hoogste berg de Laurín (1.025 m) is, gevolgd door de Skalica (930 m). Het bodemgesteente bestaat uit tufsteen, andesitisch agglomeraatgesteente en compact andesiet. De oppervlakte van het Oerbos Badínsky bedraagt 153,46 km².

## Flora en fauna
Het bos wordt gedomineerd door beuken (Fagus sylvatica) en in mindere mate gewone zilversparren (Abies alba). In kleine hoeveelheden groeien er ook gewone esdoorns (Acer pseudoplatanus), essen (Fraxinus excelsior) en bergiep (Ulmus glabra). In de bossen komen zoogdieren voor als bruine beer (Ursus arctos), Euraziatische lynx (Lynx lynx), Europese wilde kat (Felis silvestris), boommarter (Martes martes) en aan de rand van het gebied soms wolven (Canis lupus). De bruine beer, Euraziatische lynx en wolf vallen onder de Habitatrichtlijn, alsmede kleinere diersoorten in het gebied als Bechsteins vleermuis (Myotis bechsteinii), vale vleermuis (Myotis myotis), karpatensalamander (Triturus montandoni), geelbuikvuurpad (Bombina variegata) en alpenboktor (Rosalia alpina). Vanwege de vele oude bomen leven er ook veel holenbroedende vogels zoals de holenduif (Columba oenas), oeraluil (Strix uralensis), zwarte specht (Dryocopus martius) en witrugspecht (Dendrocopos leucotos). Alsmede typische bosvogels als hazelhoen (Tetrastes bonasia), kleine vliegenvanger (Ficedula parva) en withalsvliegenvanger (Ficedula albicollis).